# Mutsamudu
Mutsamudu, également orthographiée Moutsamoudou, est la capitale et la principale ville de l'île d'Anjouan, aux Comores. Sa population s'élève à 30 000 personnes en 2013.

## Géographie
Mutsamudu possède le seul port en eau profonde de l'union des Comores avec des lignes maritimes de fret desservant l'Europe, la Chine et l'Afrique continentale. C'est aussi le port d'attache de l'Acadie, le ferry qui assure les navettes entre les différentes îles de l'archipel.

## Infrastructures
L'aéroport se situe à Ouani, au nord de Mutsamudu et dessert Antananarivo, Mayotte, Moroni et Mohéli.
Le campus universitaire et certains bâtiments administratifs, dont le gouvernorat, se situent à Patsy.
La ville abrite une Alliance française, fondée en 1969, comprenant une bibliothèque, un théâtre de 250 places et des salles de cours.

## Histoire

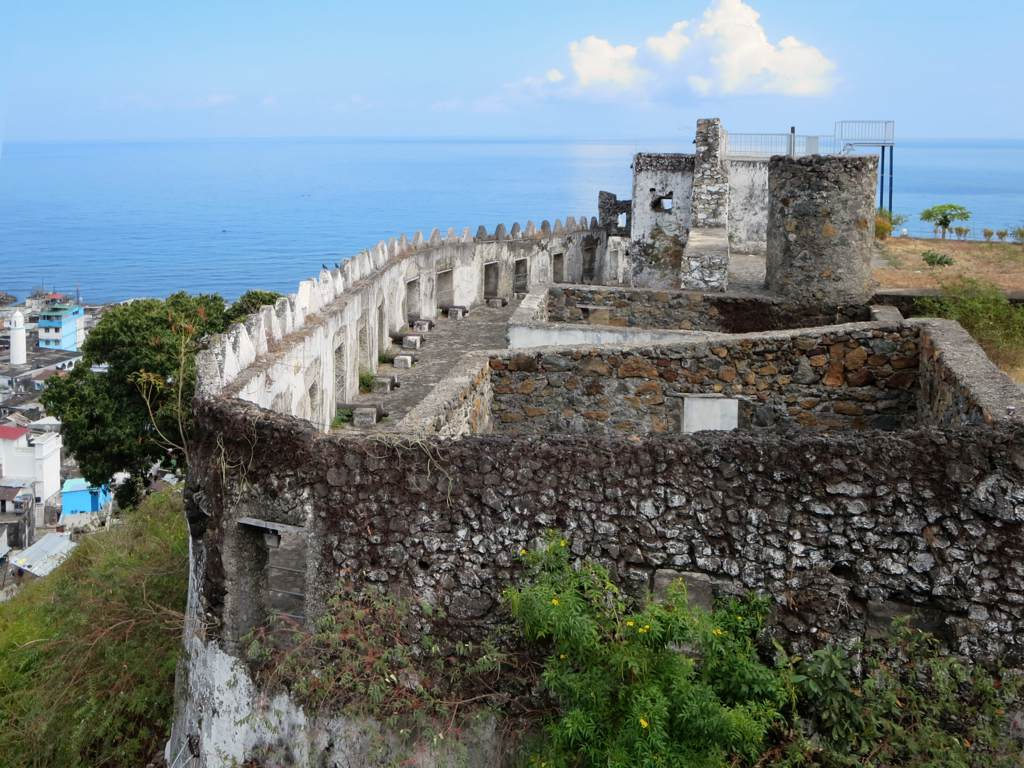
La citadelle en 2013.

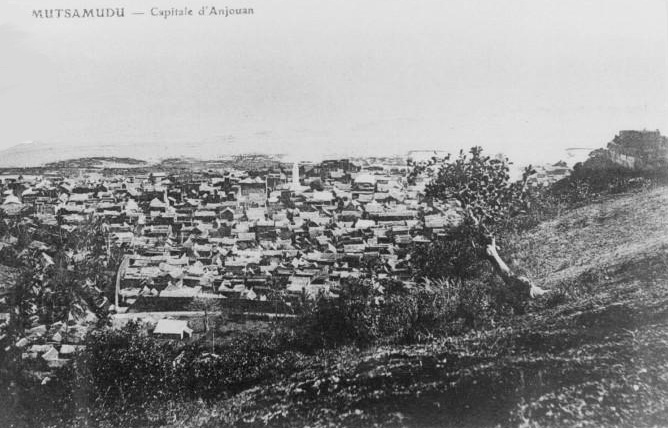
« Mutsamudu : capitale d'Anjouan » (début du XXe siècle).

Fondée en 1482, c'est la deuxième ville la plus importante de l'union des Comores.
La capitale de l'île était autrefois Domoni, avant qu'elle ne soit transférée à Mutsamudu. Aux XVIIe et XVIIIe siècles, la rade était une escale appréciée, notamment par les Anglais, sur la route des Indes.
Les sultans y construisirent le palais d'Ujumbé au cœur de la médina à la fin du XVIIIe siècle et qui leur a servi de résidence jusqu’en 1909.
Enfin, une citadelle a été érigée entre 1782 et 1789 par le sultan Abdallah Ier pour protéger l’île des pirates malgaches.
En 1851, la ville est le principale théâtre d'opération de l'expédition d'Anjouan mené par la marine américaine.
En 1886, la première convention de protection avec la France est signée par le sultan au palais d'Ujumbé.
La ville a été éprouvée lors de la grande révolte d'Anjouan, en 1891, qui a abouti au démantèlement de la citadelle.
À l'époque coloniale, la ville a joué le rôle de centre administratif, sanitaire et scolaire, même si l'essentiel du pouvoir économique appartenait à la Société Comores Bambao, dont le siège était situé de l'autre côté de l'île.
Après l'indépendance, Mutsamudu est devenue une préfecture.

## Climat
Les températures tout au long de l'année varient entre 27 et 32 °C. La période la plus chaude est comprise entre décembre et avril.
Le climat est relativement plus frais de mai jusqu'au mois de novembre. La ville bénéficie d'un climat tropical maritime. L'hygrométrie y dépasse fréquemment les 90 %.

## Bâtiments et quartiers historiques
- La médina de Mutsamudu, constituée de ruelles étroites et parfois couvertes qui serpentent autour des dix-sept mosquées[4] ;
- Le palais d’Ujumbé, restauré entre 2016 et 2019 par le C.H.A.M[5]
- Les ruines de la citadelle, avec la tour carrée du vieux donjon qui domine les murs en basalte.

## Personnalités liées à la ville
- Jean-Antoine Rossignol (1759-1802) militant révolutionnaire et général de la Révolution française y est mort ;
- Ahmed Mohamed (2 juillet 1917 - 27 janvier 1984, homme politique franco-comorien) ;
- Ahmed Abdallah Mohamed Sambi (ex-président de l'union des Comores du 26 mai 2006 au 26 mai 2011) ;
- Ali Zamir (premier écrivain comorien à avoir remporté des prix littéraires internationaux comme le Prix Senghor 2016, le Prix Mandela de Littérature 2016[6],[7], en plus de la Mention Spéciale du Prix Wepler 2016, le Prix des Rencontres à Lire de Dax 2017[8], ou encore de la distinction en tant que parrain du 8e Florilège International des écrivains en herbe, Organisé par l’Académie du Livre et le Ministère de l’Éducation Nationale Français[9].)
- Mohamed Ahmed Bacar Rezida (1981-) Médecin, économiste de la santé et auteur de thriller[10],[11],[12]